# Rouvray-Catillon
Pour les articles homonymes, voir Rouvray et Catillon.
Rouvray-Catillon  est une commune française située dans le département de la Seine-Maritime en région Normandie.

## Géographie

### Description
Rouvray-Catillon est un village située dans la vallée de l'Andelle, dans le pays de Bray. Rouvray est située sur la rive droite de l'Andelle tandis que le Catillon, qui n'est qu'un hameau, domine la rive gauche.
Le bois de Rouvray couvre l'escarpement dominant le pays de Bray au sud-ouest du territoire communal.
Rouvray est situé à 8 km au sud-ouest de Forges-les-Eaux, à 10 km à l'est de Buchy  à 20 km au sud de Neufchâtel-en-Bray et à 32 km au nord-est de Rouen. Il est aisément accessible depuis le tracé initial de l'ancienne route nationale 15 (actuelle RD 915).
La gare de Rouvray, qui était située sur la ligne Charleval - Serqueux, est fermée. Aujourd'hui, la commune est desservie par la gare de Serqueux située à 8 km et desservie par  des trains des réseaux TER Normandie et TER Hauts-de-France, reliant Rouen-Rive-Droite à Amiens ou Lille-Flandres et, depuis 2021, Paris-Saint-Lazare grâce à la remise en service de la liaison Serqueux-Gisors..

### Communes limitrophes
|              | Mauquenchy       | Roncherolles-en-Bray  |
| Bosc-Édeline | Rouvray-Catillon | La Ferté-Saint-Samson |
|              | Sigy-en-Bray     |                       |

### Hydrographie
La commune est située dans le bassin Seine-Normandie. Elle est drainée par l'Andelle et divers de ses bras, le ruisseau de Randillon et un autre petit cours d'eau,.
L'Andelle, d'une longueur de 57 km, prend sa source dans la commune de Serqueux et se jette en rive droite dans la Seine à Pîtres, après avoir traversé 24 communes. Les caractéristiques hydrologiques de l'Andelle sont données par la station hydrologique située sur la commune. Le débit moyen mensuel est de 0,274 m3/s. Le débit moyen journalier maximum est de 5,84 m3/s, atteint lors de la crue du 2 janvier 2003. Le débit instantané maximal est quant à lui de 7,91 m3/s, atteint le 16 décembre 2011.
La source Saint-Samson, située au milieu des prés, à l’orée d’un bosquet, avec un riche bassin carrelé, donne naissance à un ruisselet affluent de l’Andelle. Elle était autrefois le siège d'un pèlerinage.

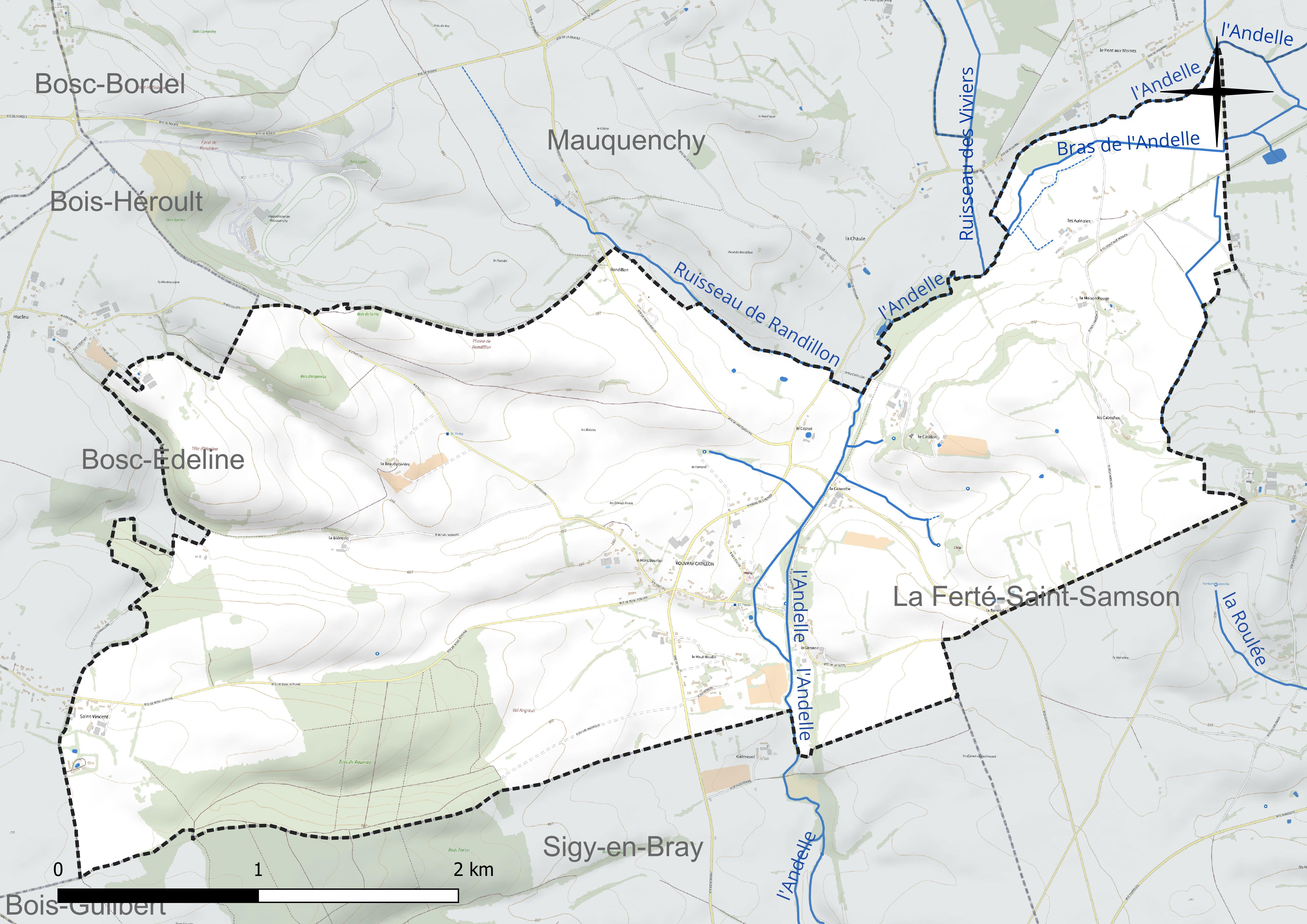
Réseau hydrographique de Rouvray-Catillon.

### Climat
Pour des articles plus généraux, voir Climat de la Normandie et Climat de la Seine-Maritime.
En 2010, le climat de la commune est de type climat océanique dégradé des plaines du Centre et du Nord, selon une étude du CNRS s'appuyant sur une série de données couvrant la période 1971-2000. En 2020, Météo-France publie une typologie des climats de la France métropolitaine dans laquelle la commune est exposée à un climat océanique et est dans la région climatique Côtes de la Manche orientale, caractérisée par un faible ensoleillement (1 550 h/an) ; forte humidité de l’air (plus de 20 h/jour avec humidité relative > 80 % en hiver), vents forts fréquents. Parallèlement le GIEC normand, un groupe régional d’experts sur le climat, différencie quant à lui, dans une étude de 2020, trois grands types de climats pour la région Normandie, nuancés à une échelle plus fine par les facteurs géographiques locaux. La commune est, selon ce zonage, exposée à un « climat contrasté des collines », correspondant au Pays de Bray, bien arrosé et frais.
Pour la période 1971-2000, la température annuelle moyenne est de 10,4 °C, avec une amplitude thermique annuelle de 14,1 °C. Le cumul annuel moyen de précipitations est de 880 mm, avec 13,2 jours de précipitations en janvier et 8,5 jours en juillet. Pour la période 1991-2020, la température moyenne annuelle observée sur la station météorologique la plus proche, située sur la commune de Forges-les-Eaux à 6 km à vol d'oiseau, est de 10,7 °C et le cumul annuel moyen de précipitations est de 860,1 mm,. Pour l'avenir, les paramètres climatiques de la commune estimés pour 2050 selon différents scénarios d’émission de gaz à effet de serre sont consultables sur un site dédié publié par Météo-France en novembre 2022.

## Urbanisme

### Typologie
Au 1er janvier 2024, Rouvray-Catillon est catégorisée commune rurale à habitat dispersé, selon la nouvelle grille communale de densité à sept niveaux définie par l'Insee en 2022.
Elle est située hors unité urbaine. Par ailleurs la commune fait partie de l'aire d'attraction de Rouen, dont elle est une commune de la couronne,. Cette aire, qui regroupe 317 communes, est catégorisée dans les aires de 200 000 à moins de 700 000 habitants,.

### Occupation des sols
L'occupation des sols de la commune, telle qu'elle ressort de la base de données européenne d’occupation biophysique des sols Corine Land Cover (CLC), est marquée par l'importance des territoires agricoles (88,5 % en 2018), une proportion identique à celle de 1990 (88,5 %). La répartition détaillée en 2018 est la suivante : 
prairies (43,5 %), terres arables (42,2 %), forêts (9,3 %), zones agricoles hétérogènes (2,8 %), zones urbanisées (2,2 %). L'évolution de l’occupation des sols de la commune et de ses infrastructures peut être observée sur les différentes représentations cartographiques du territoire : la carte de Cassini (XVIIIe siècle), la carte d'état-major (1820-1866) et les cartes ou photos aériennes de l'IGN pour la période actuelle (1950 à aujourd'hui).

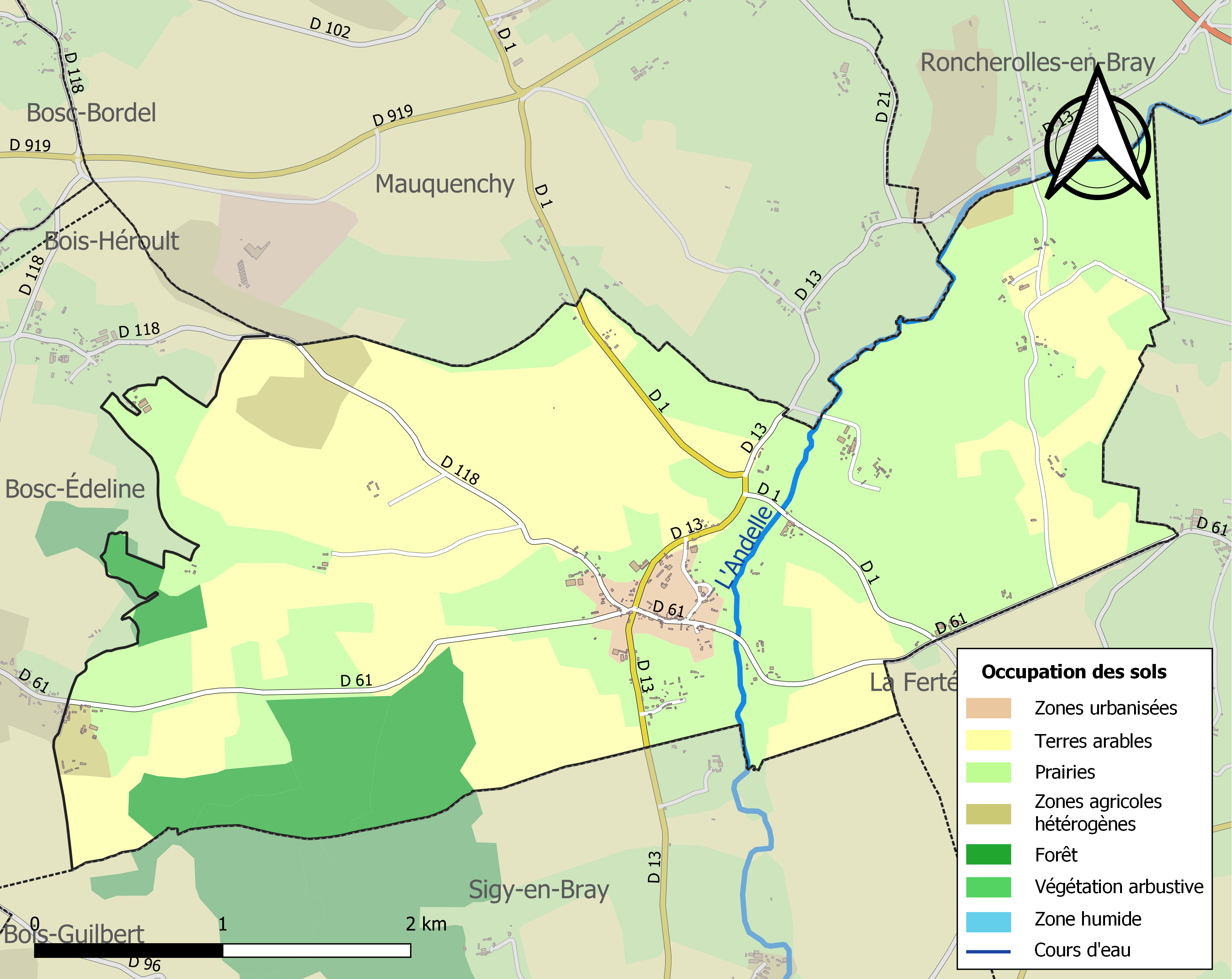
Carte des infrastructures et de l'occupation des sols de la commune en 2018 (CLC).

## Toponymie
Rouvray est attesté sous les formes Apud Roureium en 1106, Osbernus de Roureio (sans date), Osbernus de Rovreio entre 1165 et 1183, Osbernus de Roureyo et Osbernus de Rovereio au XIIe siècle, Tescelino de Rouvreio en 1166, Willelmo de Ruverei en 1189 et en 1190, Osberto de Roboreto fin du XIIe siècle, Osbertus de Rovrei et Osberto de Rovreio vers 1200, Osberto de Rouereyo en 1210, Ecclesia de Rovroi vers 1240, Rouveroi entre 1319 et 1392, Rouveray entre 1337 et 1431, Rouveray entre 1403, 1469 et 1471, Rouvray en Bray en 1554, Rouvray en 1715.

De l'oïl *rouvrai, variante de l'oïl rouvroy « lieu où croissent des rouvres ».

Rouvray dérive du mot rouvres qui, en vieux français, signifie chêne (Quercus Robur), du latin robora. Il désigne alors le territoire d'une chênaie (ou rouvraie).
Rouvray absorbe Catillon et prend le nom de Rouvray-Catillon en 1823.
Catillon est attesté sous les formes Castillon en 1043; Casteillon en 1046 et 1048; Ecclesia Sanctae Mariae de Casteilon vers 1240; Castellon (variantes Castelon, Castellanum) en 1337; Castellon en 1398; Castellon en 1403; Manoir de Castelon usager en la forêt de Bray en 1406; Castellon en 1431 (Longnon 49, 87); Ecclesia Beatae Mariae de Castilione en 1473; Ecclesia parrochia Beatae Mariae de Castillon en 1500; Notre Dame de Catillon en 1716; Fief de Castillon en 1503; Châttillon en 1629; Catillon en 1715 (Frémont); Catillon en 1757 (Cassini), en 1788 et en 1953; Câtillon en 1957.

Issu de l’occitan Castilhon et/ou variante de Châtillon. Catillon représente la forme normande et picarde de Châtillon, « petit château ».

## Histoire
Des poteries d'époque gallo-romaine ont été trouvées en construisant la mairie et l'école en 1855.
Des fossés et motte se trouvaient dans le Bois de Rouvray où, en 1838, on a trouvé des tuiles à rebords et des monnaies romaines.
Le château-fort de Rouvray a été remplacé au XVIIe siècle par un château.
La gare de Rouvray a été desservie de 1910 à 1938 par la ligne de Charleval à Serqueux, créée afin notamment de faciliter le transport des charbons du Nord vers les industries de la vallée de l'Andelle. La ligne est déclassée en 1972 et l'infrastructure est déferrée, mais ses traces sont toujours visibles sur les photographies aériennes..

## Politique et administration

### Rattachements administratifs et électoraux
Rattachements administratifs
La commune se trouve depuis 1926 dans l'arrondissement de Dieppe du département de la Seine-Maritime.
Elle faisait partie depuis 1793 du canton de Forges-les-Eauxref name="Cassini"/>. Dans le cadre du redécoupage cantonal de 2014 en France, cette circonscription administrative territoriale a disparu, et le canton n'est plus qu'une circonscription électorale.
Rattachements électoraux
Pour les élections départementales, la commune fait partie depuis 2014 du canton de Gournay-en-Bray
Pour l'élection des députés, elle fait partie de la sixième circonscription de la Seine-Maritime.

### Intercommunalité
Rouvray-Catillon était membre de la communauté de communes du canton de Forges-les-Eaux, un établissement public de coopération intercommunale (EPCI) à fiscalité propre créé fin 2001 et auquel la commune avait transféré un certain nombre de ses compétences, dans les conditions déterminées par le code général des collectivités territoriales.
Dans le cadre des dispositions de la loi portant nouvelle organisation territoriale de la République du 7 août 2015, qui prévoit que les établissements publics de coopération intercommunale (EPCI) à fiscalité propre doivent avoir un minimum de 15 000 habitants, cette intercommunalité a fusionné avec ses voisines pour former, le 1er janvier 2017, la communauté  de communes des Quatre Rivières dont est désormais membre la commune.

### Liste des maires
| Période                                  | Période                     | Identité          | Étiquette | Qualité                                    |
| ---------------------------------------- | --------------------------- | ----------------- | --------- | ------------------------------------------ |
| Les données manquantes sont à compléter. |                             |                   |           |                                            |
| mars 2001                                | juillet 2020                | Jean-Michel Morel |           | Contrôleur laitier retraité Démissionnaire |
| octobre 2018                             | mai 2020                    | Bernard Ovart     |           | Retraité de la police                      |
| mai 2020                                 | En cours (au 16 avril 2021) | Mylène Gilles     |           | Cadre Fonction Publique                    |

## Population et société

### Démographie
L'évolution du nombre d'habitants est connue à travers les recensements de la population effectués dans la commune depuis 1793. Pour les communes de moins de 10 000 habitants, une enquête de recensement portant sur toute la population est réalisée tous les cinq ans, les populations de référence des années intermédiaires étant quant à elles estimées par interpolation ou extrapolation. Pour la commune, le premier recensement exhaustif entrant dans le cadre du nouveau dispositif a été réalisé en 2005.

En 2022, la commune comptait 226 habitants, en évolution de +0,44 % par rapport à 2016 (Seine-Maritime : +0,35 %, France hors Mayotte : +2,11 %).
| 1793 | 1800 | 1806 | 1821 | 1831 | 1836 | 1841 | 1846 | 1851 |
| ---- | ---- | ---- | ---- | ---- | ---- | ---- | ---- | ---- |
| 305  | 245  | 252  | 269  | 363  | 337  | 338  | 347  | 341  |

| 1856 | 1861 | 1866 | 1872 | 1876 | 1881 | 1886 | 1891 | 1896 |
| ---- | ---- | ---- | ---- | ---- | ---- | ---- | ---- | ---- |
| 338  | 335  | 328  | 334  | 355  | 362  | 330  | 320  | 304  |

| 1901 | 1906 | 1911 | 1921 | 1926 | 1931 | 1936 | 1946 | 1954 |
| ---- | ---- | ---- | ---- | ---- | ---- | ---- | ---- | ---- |
| 319  | 350  | 322  | 328  | 315  | 312  | 303  | 289  | 286  |

| 1962 | 1968 | 1975 | 1982 | 1990 | 1999 | 2005 | 2006 | 2010 |
| ---- | ---- | ---- | ---- | ---- | ---- | ---- | ---- | ---- |
| 264  | 258  | 210  | 216  | 211  | 195  | 178  | 180  | 219  |

| 2015 | 2020 | 2022 | - | - | - | - | - | - |
| ---- | ---- | ---- | - | - | - | - | - | - |
| 228  | 224  | 226  | - | - | - | - | - | - |

### Équipements
La commune s'est dotée en 2021 d'une bibliothèque associative, aménagée par des conseillers municipaux dans l’ancienne cuisine de l’école du village. À sa création, elle est ouverte les lundi, mercredi, samedi et dimanche de 9h à 18h.

## Culture locale et patrimoine

### Lieux et monuments
- Château du Catillon.
- Église Saint-Martin (Rouvray), dont le chœur actuel a été construit en 1727[7].

### Gastronomie
Un ancien fromage à double crème, vendu sous la  marque L'Excelsior ou Délice des gourmets a été créé en 1890 à Rouvray-Catillon par la famille Dubuc et Louis Adrien Morin. Il est le précurseur du fromage bourguignon Brillat-savarin.